# 718

## Догађаји
- Пролеће – Муслиманска флота за снабдевање од 760 бродова под Суфјаном стиже из Египта и северне Африке, скривајући се дуж азијске обале. Византинци сазнају за локацију флоте од пребеглих хришћанских египатских морнара. Цар Лав III поново шаље византијску морнарицу; његови бродови уништавају непријатељске бродове у Мраморном мору и одузимају њихове залихе на обали, ускраћујући опсадној војсци виталне намирнице. На копну византијске трупе упадају у заседу арапској војсци која је напредовала и уништавају је у брдима око Софона, јужно од Никомедије.
- 15. август – Опсада Цариграда (717—718): Бугарске снаге за помоћ нападају опсадне линије Цариграда, на западној страни Босфора. Савремени хроничари извештавају да је најмање 22.000–32.000 Арапа убијено током бугарских напада. Калиф Омар II је приморан да укине опсаду после 13 месеци; муслиманска војска покушава да се повуче назад кроз Анадолију, док остали беже морем у преосталим бродовима. Арапска флота трпи додатне жртве због олуја и ерупције вулкана Тера. Према арапским изворима, током кампање је страдало 150.000 муслимана.
- Битка код Соасона: Краљ Хилерик II од Неустрије и његов градоначелник палате Рагенфрид, у савезу са Еудесом, независним војводом од Аквитаније, нападају на Соасон у Пикардији (северна Француска), али војска франачких ветерана под Карлом Мартелом побеђује Неустријане и савезнике, који траже мир. Хиперик бежи у земљу јужно од реке Лоаре, а Рагенфрид бежи у Анже. Карло дипломатски одлучује да не погуби непријатељске вође и постаје неприкосновени дук Францорум, окончавајући франачки грађански рат.
- Лето – Битка код Ковадонге: Пелагије (Дон Пелајо) је проглашен краљем (каудијо) и побеђује Омајадске снаге под Мунузом, гувернером провинције Астурије, код Пикос де Европе (близу Ковадонге). Ово означава почетак Реконквисте, хришћанског поновног освајања Иберијског полуострва. Оснива Краљевину Астурију и успоставља војну базу у Кангас де Онису.
- Краљ Лиутпранд од Лангобарда гради блиски савез са Карлом Мартелом и напада баварске замкове на реци Адиђе, задржавајући стратешку контролу над алпским превојима у италијанским Алпима.
- Краљ Коенред од Нортумбрије умире после двогодишње владавине. Престо је заузео Осрих, вероватно млађи брат, или полубрат, покојног краља Осреда.
- Бонифације Мисионар, рођен у Весексу, по други пут креће у Фризију. Он путује у Рим, где га папа Гргур II шаље у мисију да преобрати Саксонце у Доњој Саксонији.